# بالوال
بالوال رمزها «PW» (بالإنجليزية: Palwal)‏ ، هو تقسيم إداري لدولة الهند تتبع ولاية هاريانا (بالإنجليزية: Haryana)‏ ، مركزها هو مدينة بالوال (بالإنجليزية: Palwal)‏ عدد سكانها حسب تعداد سنة 2001 هو 934,675 ، مساحتها 1,875 كم² وكثافة السكان 499 لكل كم² .